# NGC 3074
NGC 3074 este o galaxie spirală situată în constelația Leul Mic. A fost descoperită în 28 martie 1786 de către William Herschel.